# Мади, Мохамед Абду
Мохамед Абду Мади (фр. Mohamed Abdou Madi; 1956, о. Анжуан, Коморские острова) — коморский политический, государственный и дипломатический деятель, восьмой премьер-министр Комор с 2 января по 14 октября 1994 года.

## Биография
До начала политической карьеры работал налоговым инспектором, педагогом и журналистом. Член партии «Демократия и обновление», в течение некоторого времени был её лидером. После того, как Ахмед бен Шейх Аттумане в самом начале 1994 года подал в отставку с поста премьер-министра из-за внутренних конфликтов в стране, Мади возглавил правительство. Однако в октябре того же года вынужден был уйти в отставку из-за протестов работников бюджетных организаций и учреждений. В 1995 году ушёл с поста председателя партии из-за критики в решении визового вопроса с Францией.
После того, требовал отстранения от должности нового лидера партии, Мчангами, которого обвиняли в финансовых махинациях. в 1996 году был арестован, а в следующем году после проведения референдума, эмигрировал из страны. По возвращении на остова оказывал помощь сепаратистам с острова Анжуан.
В мае 1998 года Мади было поручено возглавить министерство юстиции, с 2000 по 2006 год работал послом Коморских Островов на Мадагаскаре. По возвращении на родину, с 2007 до 2008 года, занимал пост министра по вопросам сотрудничества с автономным правительством острова Анжуан.